# سیاره زمین (مجموعه تلویزیونی)
سیاره زمین (به انگلیسی: Planet Earth) نام مجموعه تلویزیونی مستندی است که توسط شبکه بی‌بی‌سی تهیه شده‌است و دیوید اتنبرو گویندگی آن را بر عهده دارد.
ساخت این مستند ۵ سال زمان برده‌است و گرانترین مستند ساخته شده توسط این شبکه است؛ هم‌چنین برای نخستین بار در قالب اچ‌دی تصویربرداری شده‌است.
این مستند توسط شبکه دیسکاوری و نیز ان‌اچ‌کی با همکاری سی‌بی‌اس بازتولید شده‌است و سازندگانش، آن را نگاهی جامع به تنوع گونه‌های زیستی زمین می‌دانند.
سیاره زمین نخستین بار توسط بی‌بی‌سی وان در مارس ۲۰۰۶ در بریتانیا تولید شد و سال بعد در آمریکا توسط شبکه دیسکاوری بازنگری شد که گفتار متن آن، این بار توسط سیگورنی ویور خوانده شد. تا ژوئن ۲۰۱۰، این مجموعه مستند در ۱۳۰ کشور به نمایش درآمد.
مجموعهٔ سیارهٔ زمین شامل ۱۱ قسمت است که هر قسمت آن به یک زیستگاه زمین می‌پردازد. پس از هر بخش ۵۰ دقیقه‌ای، ۱۰ دقیقه به پشت صحنهٔ شیوهٔ ساخت این مستند اختصاص یافته‌است. این مجموعه بهترین مستند طبیعت است که تا به حال ساخته شده‌است.

## قسمت‌ها
گفتار آغازین دیوید اتنبرو:
 صد سال پیش، یک و نیم میلیارد نفر روی زمین زندگی می‌کردند. اکنون، بیش از شش میلیارد نفر سیارهٔ شکنندهٔ ما را اشغال کرده‌اند. اما با این حال، هنوز جاهایی هستند که توسط بشر دست‌نخورده مانده‌اند. این مجموعه شما را به سرزمین‌های تازه‌ای می‌برد و سیاره‌ای را همراه حیات‌وحش آن به شما نشان می‌دهد که تاکنون ندیده‌اید.

### ۱. از قطب تا قطب
این بخش دیدی کلی از چیزی است که بناست در ۱۰ قسمت بعدی به آن پرداخته شود.

### ۲. کوه‌ها

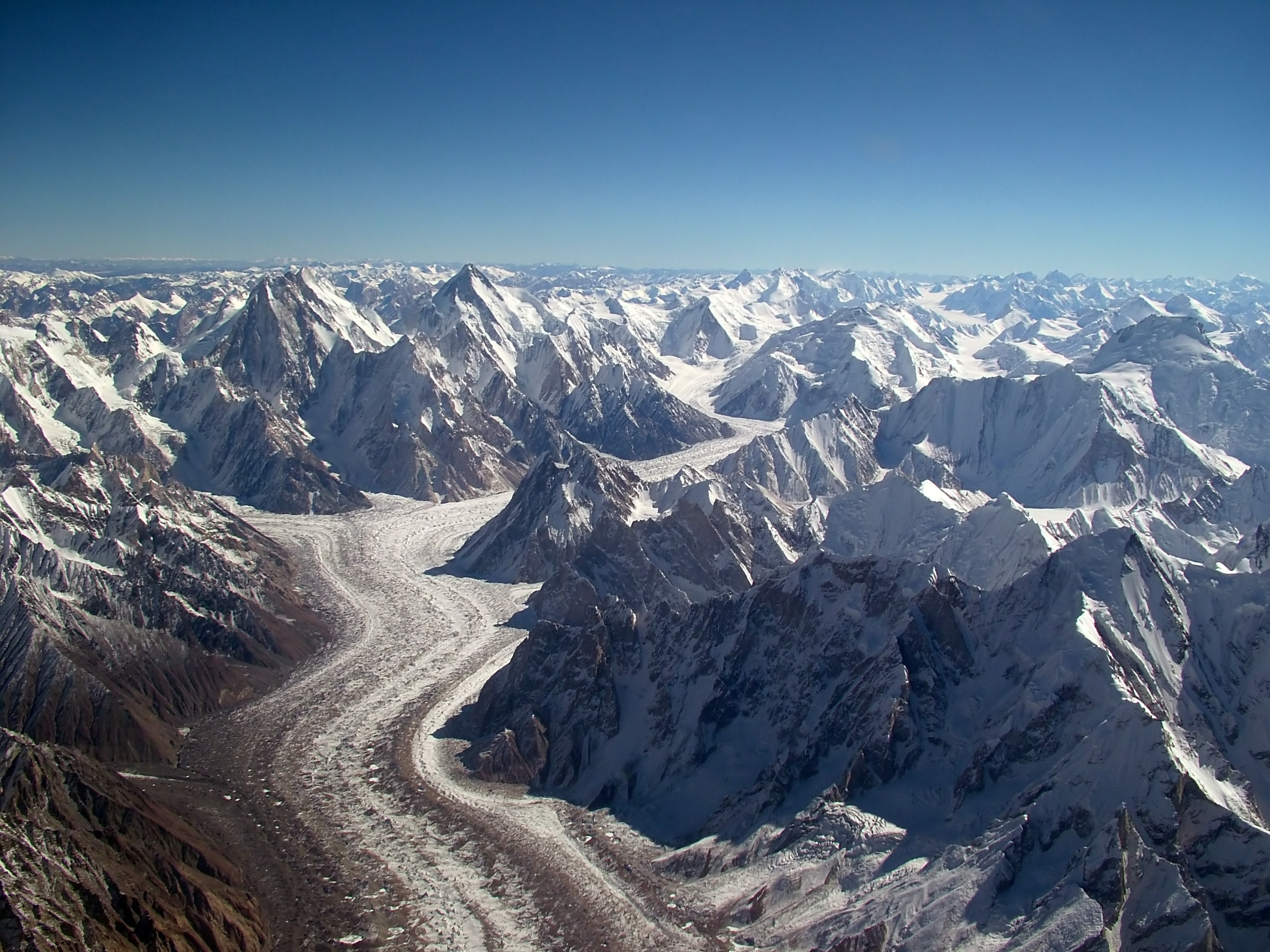
یخچال عظیم بالتورو گلاسیر

انسان‌ها با پذیرش خطر، به بلندترین نقاط سیارهٔ ما قدم می‌گذارند، ممکن است برخی با صعود به کوهی عظیم، در اندیشهٔ فتح آن باشند، این قسمت از حوضچه‌های اسید سولفوریک که نشان دهندهٔ جنبش عظیم زیرزمینی هستند و از کم‌ارتفاع‌ترین و داغ‌ترین نقاط روی زمین می‌باشند و بیش از ۱۰۰ متر پایین‌تر از سطح دریا گرفته‌اند، تا آتشفشان ارتا‌آلی که پیرترین آتشفشان فعال زمین است تا کوه‌های راکی در آمریکا و رشته کوه هیمالیا در نپال را شامل می‌شود.

### ۳. آب شیرین
تنها سه درصد از آب‌های سیارهٔ ما شیرین هستند، با این حال این آب‌های ارزشمند سرشار از شگفتی می‌باشند و حیات همهٔ موجودات زمین به آن بستگی دارد.

### ۴. غارها

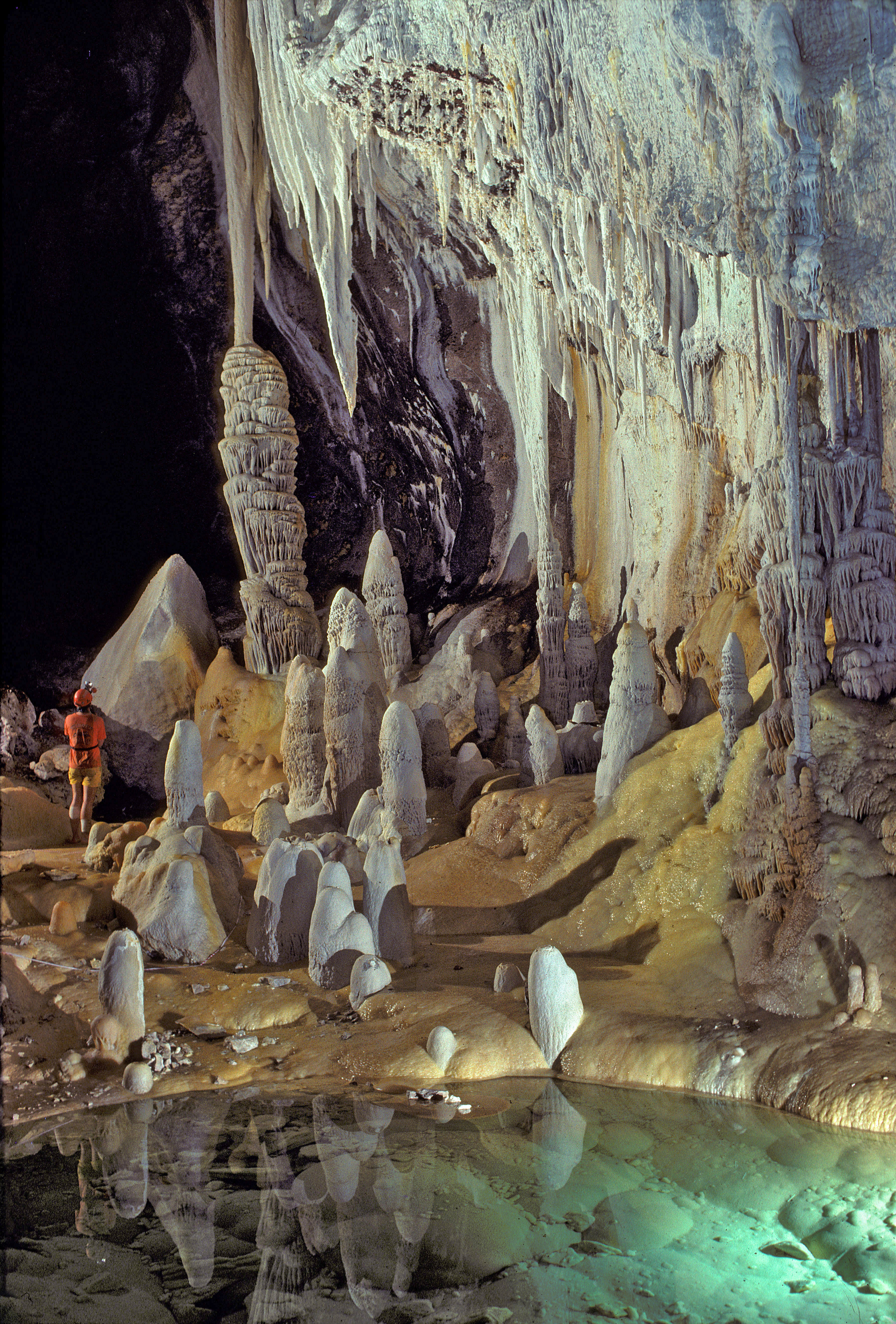
غار لکوگوئیلا

غارها سرحد نهایی سیارهٔ ما هستند، جهانی نهفته‌اند که تنها ماجراجوترین افراد یارای رفتن به آن‌جا را دارند. بزرگ‌ترین چاه‌غار جهان، غار پرستوها در مکزیک است که ۴۰۰ متر عمق دارد؛ یعنی برج ۱۰۲ طبقه امپایر استیت در نیویورک در آن جای می‌گیرد. این مکان‌های ژرف دو سال پیش از آنکه انسان بر ماه فرود آید برای اولین بار مورد کاوش قرار گرفتند. برخی از کم‌شناخته‌ترین و شگفت‌انگیزترین جانوران سیارهٔ زمین در این غارها زندگی می‌کنند.

### ۵. بیابان‌ها
یک سوم سیارهٔ ما را بیابان‌ها تشکیل داده‌اند، این سرزمین‌ها به نظر خالی از زندگی می‌آیند اما به طوری شگفت‌آور این‌گونه نیست، هرچند در همه بیابان‌ها بقای زندگی روندی ناپایدار دارد. همه بیابان‌ها گرم نیستند از سمت سیبری بادهایی با سرعت ۵۰ کیلومتر بر ساعت می‌وزند و برف را با خود به صحرای گوبی در مغولستان می‌آورند. گرمای بیش از ۵۰ درجه سانتیگراد در اوج تابستان و افت دما تا ۴۰ درجه زیر صفر در میانه زمستان اینجا را در زمره خشک‌ترین بیابان‌های جهان قرار می‌دهد. اندک حیواناتی قادرند تا در این تغییرات شدید آب و هوایی دوام بیاورند، یکی از نادرترین و شاید پر طاقت‌ترین پستانداران زمین شتر باختری می‌باشد. این‌ها شگفتی‌هایی است که در پنجمین قسمت این مجموعه به تصویر درمی‌آیند.

### ۶. دنیاهای یخی

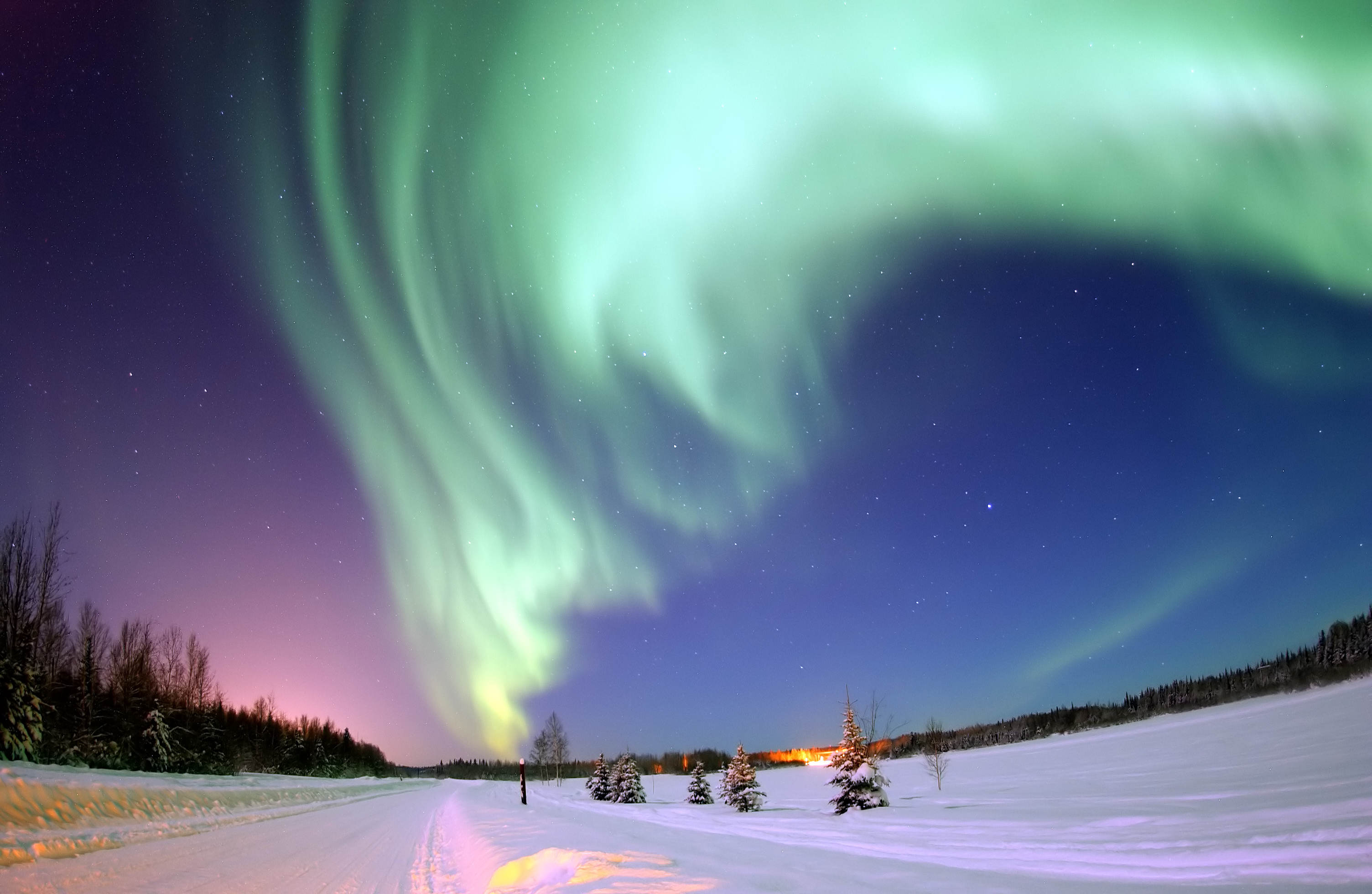
شفق قطبی در آلاسکا

هر دو قطب سیارهٔ ما پوشیده از یخ است، آن‌ها بزرگ‌ترین و خشن‌ترین سرزمین‌های ناآرام جهان هستند. در هیچ نقطه از زمین تغییر فصل اینقدر مفرط صورت نمی‌گیرد. این امر موجب پیشروی و عقب‌نشینی هر سالهٔ یخ‌ها می‌شود؛ زندگی در این‌جا تابع این قاعده است.

### ۷. جلگه‌های پهناور
جلگه‌های پهناور مکان‌هایی بی‌کران هستند. با وجود خلوت غریبشان، تصور خالی از سکنه بودن آن‌ها توهمی بیش نیست. این جلگه‌های سیاره ما میزبان بزرگترین تجمعات حیات وحش روی زمین هستند. در بطن تمامی وقایع اینجا یک موجود زنده دارای نقشی اساسی است و آن علف است؛ این گیاه معجزه آسا، یک چهارم کل سرزمین‌های کرهٔ زمین را پوشانده‌است.

### ۸. جنگل‌ها

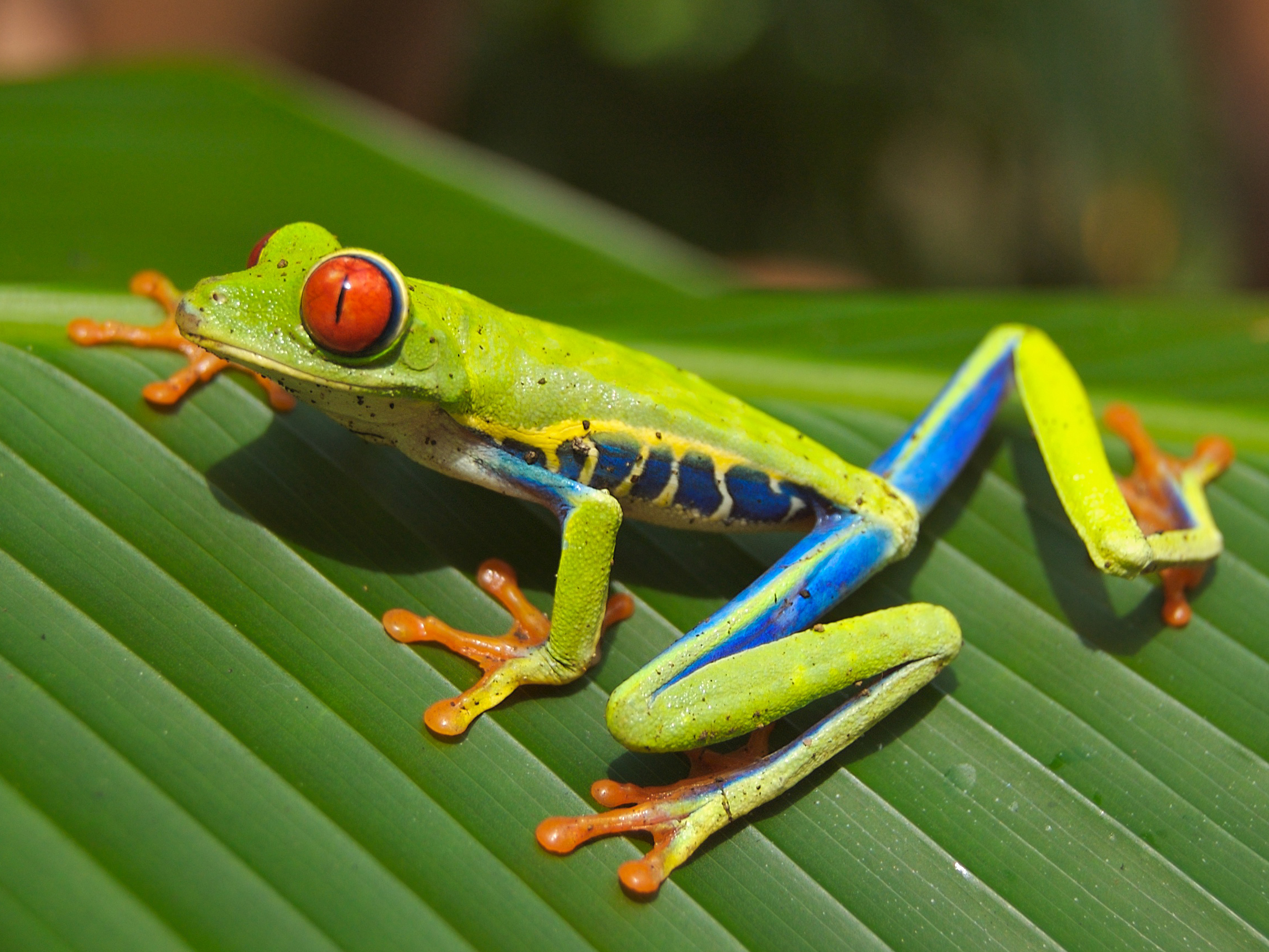
یک قورباغهٔ درختی

جنگل‌ها گلخانه‌های سیارهٔ ما هستند. جنگل‌های بارانی گرمسیری تنها سه در صد از سیاره زمین را در بر می‌گیرند، با این حال زی‌ستگاه بیش از نیمی از گونه‌های جانوری جهان هستند. اما چگونه این تعداد انواع گیاهان و جانوران در این مساحت محدود جایی برای زندگی در کنار یکدیگر می‌یابند؟ این موضوعی است که در این بخش به آن پرداخته می‌شود.

### ۹. دریاهای کم‌عمق
دریاهای کم‌عمق در حواشی قاره‌های سیارهٔ ما قرار گرفته‌اند. آن‌ها به ندرت با داشتن بیش از ۲۰۰ متر عمق و گاهی صدها کیلومتر وسعت قبل از اتصال بستر دریا به آب‌های عمیق‌تر بر روی فلات قاره قرار می‌گیرند. آن‌ها روی‌هم‌رفته، تنها هشت درصد از اقیانوس‌های جهان را تشکیل می‌دهند، با این وجود این آب‌ها شامل اکثریت وسیعی از زندگی دریایی اقیانوس‌ها هستند.

### ۱۰. جنگل‌های فصلی

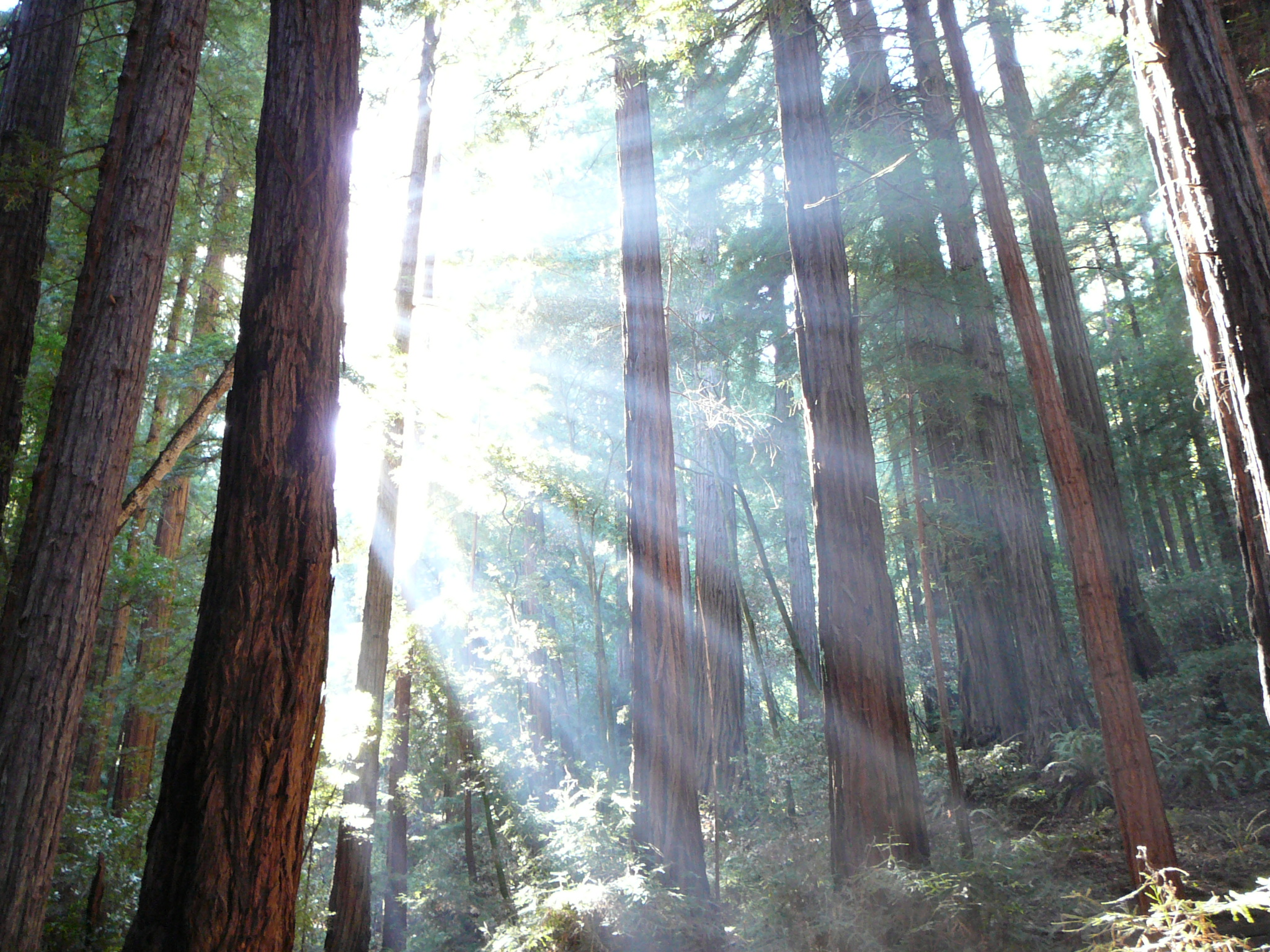
درختان سرخ‌چوب

درختان به یقین جزو باشکوه‌ترین موجودات زنده هستند. برخی از آن‌ها بزرگت‌رین جانداران روی زمین می‌باشند. جنگل‌های برگ‌ریز و همیشه سبزی که در مناطق فصلی سیارهٔ ما می‌رویند پهناورترین جنگل‌های روی زمین را شامل می‌شوند. وسعت این جنگل‌ها چیزی است که انسان از دیدن آن در این بخش حیرت می‌کند.

### ۱۱. اعماق اقیانوس
به دور از خشکی‌ها چیزی جز اقیانوس نمی‌باشد؛ بیش از نیمی از سطح سیارهٔ زمین، پوشیده از آب است و تا به امروز اکثر بخش‌های آن به دور از دسترس ما بوده‌است. در واقع بخش‌های زیادی از اقیانوس خالی از سکنه و کویر آبی است؛ همهٔ حیات در اقیانوس بی‌کران، به جستجوی دائم برای یافتن غذا و نزاع برای حفاظت از انرژی ارزشمند محدود گردیده‌است، این موضوع در این قسمت دیده به چشم می‌آید.

## سیارهٔ زمین: آینده
آخرین قسمتی که به مجموعهٔ سیارهٔ زمین افزوده شده‌است، قسمتی ۶۰ دقیقه‌ای است که به مسائل حفاظتی پیرامون برخی از ویژگی‌های محیط‌زیست می‌پردازد. گفتار متن این قسمت را سیمون پولاند خوانده‌است.

## جوایز و افتخارات
این مستند تا کنون ۴ بار موفق به دریافت جایزهٔ امی شده و یک بار نیز جایزهٔ پیبادی را گرفته‌است. هم‌چنین برندهٔ بهترین تهیه‌کنندگی در بافتا شده‌است.